# Nessaea romani
Nessaea romani är en fjärilsart som beskrevs av Felix Bryk 1953. Nessaea romani ingår i släktet Nessaea och familjen praktfjärilar. Inga underarter finns listade i Catalogue of Life.